# Cactoideae
Cactoideae es una subfamilia de cactus, familia Cactaceae. Alrededor del 80% de los cactus pertenecen a esta subfamilia. Tiene las siguientes tribus y géneros. 

## Tribus y géneros
- Browningieae
  - Armatocereus - Browningia - Jasminocereus - Neoraimondia - Stetsonia
- Cacteae
  - Acharagma - Ariocarpus - Astrophytum - Aztekium - Coryphantha - Digitostigma - Echinocactus - Echinomastus - Epithelantha - Escobaria - Ferocactus - Geohintonia - Leuchtenbergia - Lophophora - Mammillaria - Mammilloydia - Neolloydia - Obregonia - Ortegocactus - Pediocactus - Pelecyphora - Sclerocactus - Stenocactus - Strombocactus - Thelocactus - Turbinicarpus
- Calymmantheae
  - Calymmanthium
- Cereeae
  - Arrojadoa - Brasilicereus - Cereus - Cipocereus - Coleocephalocereus - Melocactus - Micranthocereus - Pierrebraunia - Pilosocereus - Praecereus - Stephanocereus - Uebelmannia
- Hylocereeae
  - Disocactus - Epiphyllum - Hylocereus - Pseudorhipsalis - Selenicereus - Strophocactus - Weberocereus
- Notocacteae
  - Austrocactus - Blossfeldia - Cintia - Copiapoa - Eriosyce - Eulychnia - Frailea - Neowerdermannia - Parodia
- Pachycereeae
  - Acanthocereus - Bergerocactus - Carnegiea - Cephalocereus - Corryocactus - Echinocereus - Escontria - Lemaireocereus - Leptocereus - Lophocereus - Myrtillocactus - Neobuxbaumia - Pachycereus - Peniocereus - Polaskia - Pseudoacanthocereus - Stenocereus
- Rhipsalideae
  - Hatiora - Lepismium - Rhipsalis - Schlumbergera
- Trichocereeae
  - Acanthocalycium - Arthrocereus - Brachycereus - Cleistocactus - Denmoza - Discocactus - Echinopsis - Espostoa - Espostoopsis - Facheiroa - Gymnocalycium - Haageocereus - Harrisia - Leocereus - Matucana - Mila - Oreocereus - Oroya - Pygmaeocereus - Rauhocereus - Rebutia - Samaipaticereus - Weberbauerocereus - Yavia - Yungasocereus